# Winfried Lipscher
Winfried Aloysius Lipscher (* 9. Juni 1938 in Wartenburg, Ermland; † 8. Februar 2024 in Berlin) war ein deutscher Theologe, Dolmetscher, Übersetzer und Publizist.

## Leben

### Jugend und Ausbildung
Winfried Lipscher war Sohn der Eheleute Franz und Hildegard Lipscher. Er besuchte die polnische Allgemeinbildende Volksschule in Barczewo, dann arbeitete er als Angestellter bei der örtlichen Stadtverwaltung. Im Jahr 1957 siedelte die Familie im Rahmen der Familienzusammenführung in die Bundesrepublik Deutschland aus und kam zuerst im Grenzdurchgangslager Friedland an. Die Prüfung zum gerichtlich ermächtigten Übersetzer für die polnische Sprache legte er im Jahr 1962 in Düsseldorf ab, dann besuchte das Gymnasium für Berufstätige und legte im Jahr 1964 die Abiturprüfung ab. In den Jahren 1964–1971 studierte er Theologie unter Joseph Ratzinger (Papst Benedikt XVI.), Karl Rahner  und Johann Baptist Metz an der Westfälischen Wilhelms-Universität in Münster. Winfried Lipscher war im März 1968 einer der 160 katholischen Unterzeichner des Memorandums des Bensberger Kreises; einer Denkschrift zur Frage des Verhältnisses zwischen Deutschland und Polen. Das Theologiestudium in Münster schloss er 1971 als Dipl.-Theologe ab.

### Beruf und Ämter
In den Jahren 1971 bis 2003 war Winfried Lipscher als Dolmetscher und Übersetzer beim Auswärtigen Amt in Bonn angestellt und damit über vier Amtsperioden als Wortführer in der Deutschen Botschaft in Warszawa tätig. Er wirkte als Dolmetscher bei fast allen Verhandlungen und Gesprächen zwischen den Vertretern den Regierungen der Bundesrepublik Deutschland und der Volksrepublik Polen (seit 1990 Republik Polen). Im November 1977 war er als Dolmetscher bei der Begegnung des Kanzlers Helmut Schmidt mit dem polnischen Primas und Kardinal Stefan Wyszyński anwesend.
In der Zeit von 1980 bis 1984 war Winfried Lipscher als Pressesprecher beim Deutschen Polen-Institut, unter Leitung von Karl Dedecius, in Darmstadt tätig.

## Ehrungen
- Ritter des Silvesterordens, verliehen 2003 von Papst Johannes Paul II.
- Offizierskreuz des Verdienstordens der Republik Polen, verliehen am 10. Juli 2003 von Präsident Aleksander Kwaśniewski
- Verdienstkreuz 1. Klasse des Verdienstordens der Bundesrepublik Deutschland, verliehen im Dezember 2017[2]
- Arno-Holz-Preis überreicht vom Polnisch-Deutschen Kulturzentrum in Kętrzyn
- Ehrenmitglied der Stiftung Borussia in Olsztyn

## Schriften
- Kulturelle Zusammenarbeit: Bundesrepublik Deutschland-Volksrepublik Polen. Deutsches Polen-Institut, Darmstadt 1982.
- Jugendaustausch zwischen der Bundesrepublik Deutschland und der Volksrepublik Polen. Ein Bericht. Deutsches Polen-Institut, Darmstadt 1985.
- Barczewo w Europie. Czyli ojczyzną człowieka jest najbliższy człowiek. Stiftung Borussia, Olsztyn 2005, ISBN 83-89233-22-3.

## Mitwirkung
- mit Karl Dedecius, Katja Weintraub, Armin Droß, Wolfgang Grycz (Übersetzer): Janusz Korczak: Das Kind lieben. Ein Lesebuch von Erich Dauzenroth und Adolf Hampel. Suhrkamp, Frankfurt am Main 1984, ISBN 3-518-04585-7.[3]
- mit Kazimierz Brakoniecki: Die Borussia. Land und Leute. Eine literarische Anthologie. (Borussia. Ziemia i ludzie. Antologia literacka). Stiftung Borussia, Olsztyn 1995, ISBN 83-909724-1-7.
- mit Kazimierz Brakoniecki: Meiner Heimat Gesicht. Ostpreußen im Spiegel der Literatur mit Vorworten von Klaus Bednarz, Andrzej Szczypiorski, Nikolaus Ehlert, Kazimira Prunskienė. F.A. Herbig, München 1996, ISBN 978-3-7766-1948-5.
- mit János Kalmár (Fotograf): Polen der ferne Nachbar. Umschau Buchverlag, Frankfurt/M. 1993, ISBN 978-3-524-67049-2.
- mit Kazimierz Brakoniecki, Oleg Gluschkin: (Anthologie) Liki rodnoj ziemli. Proizwiedenija rossijskich, niemieckich, polskich i litewskich awtorow. Helbig, Kaliningrad 1999.

## Übersetzungen
- Katholische Universität Lublin: Verleihung der Ehrendoktorwürde der Geisteswissenschaftlichen Fakultät der Katholischen Universität Lublin an Karl Dedecius am 14. Mai 1987.
- Friedbert Pflüger: Feinde werden Freunde. Von der Schwierigkeit der deutsch-polnischen Nachbarschaft. Bouvier, Bonn 1993, ISBN 978-3-416-02479-2.
- Janusz Korczak: Senat der Verrückten. Haag und Herchen, Frankfurt/M. 1985, ISBN 978-3-88129-893-3.
- Kazimierz Majdański: Ihr werdet meine Zeugen sein...mit Vorwort von Kardinal Joachim Meisner. Buchversand Maria aktuell, Mittelbiberach 1995, ISBN 3-930309-12-2.
- Stanisław Vincenz: Über die Möglichkeiten der Verbreitung polnischer Kultur und Literatur. In: Marek Klecel: Polen zwischen Ost und West. Polnische Essays des 20. Jahrhunderts. Eine Anthologie. Berlin, Suhrkamp, 1995, S. 289–309
- Kazimierz Brakoniecki: Atlantis des Nordens. (Atlantyda Północy). Stiftung Borussia, Olsztyn 1998, ISBN 978-83-900380-5-6.
- Jacek Borkowicz: Polen und Juden. Gemeinsam unter einem Himmel. Więź, Warszawa 2000.
- Johannes Paul II.: Römisches Triptychon. Meditationen. Herder Verlag, Freiburg 2003, ISBN 978-3-451-28244-7.
- (mit Ehefrau Brigitte Waterkott-Lipscher) Arno Giese: Der Kurier des Kardinals. Fundacja Semper Silesia, Katowice 2005, ISBN 978-83-922334-0-4.
- Kazimierz Brakoniecki: Ermländischer Buddha. Warmiński Budda. Stiftung Borussia, Olsztyn 2007, ISBN 978-83-8923333-2.
- Wilm Hosenfeld: Ich versuche jeden zu retten. Das Leben eines deutschen Offiziers in Briefen und Tagebüchern. Oficyna Wydawnicza Rytm, Warszawa 2007, ISBN 978-83-7399-277-1.
- Paul Josef Cordes: Helfer fallen nicht vom Himmel. Caritas und Spiritualität. Wydawnictwo Jedność, Kielce 2009, ISBN 978-83-7442-947-4.
- Alfons Nossol: Glück in der Liebe-Rückblick auf mein Leben. EOS Verlag, Sankt Ottilien 2010, ISBN 978-3-8306-7434-4.
- Anna Morawska: Dietrich Bonhoeffer. Ein Christ im Deutschen Reich. (mit Vorwort von Tadeusz Mazowiecki), Aschendorff Verlag, Münster 2011, ISBN 978-3-402-12931-9.
- Rüdiger von Fritsch: Die Sache mit Tom. Eine Flucht in Deutschland. (mit Vorwort von Hans-Dietrich Genscher). Stempel do wolności. Ucieczka z Niemiec do Niemiec. Oficyna Wydawnicza Atut. Wrocław 2012. ISBN 978-83-7432-853-1.
- Alfons Nossol, Krzysztof Zyzik (Hrsg.): Freude an Versöhnung. Deutsch-polnische Brückenschläge. EOS Verlag, Sankt Ottilien 2013, ISBN 978-3-8306-7640-9.
- Michał Olszewski, Rafał Żytyniec: Von Lyck nach Ełk. Spaziergänge durch die Hauptstadt Masurens. Muzeum Historyczne w Ełku, Ełk 2017, ISBN 978-83-63838-04-1.
- Irena Wielgat: Als Kind versklavt. Aus Łódź verschleppt nach Bielefeld. – Erinnerungen an die Jahre der Zwangsarbeit in Deutschland. Verlag für Regionalgeschichte, Gütersloh 2017, ISBN 978-3-7395-1005-7